# Ólöf Arnalds
En aquest nom islandès, el darrer nom és un patronímic, no pas un cognom. La manera de referir-se a aquesta persona és pel nom de pila.
Ólöf Arnalds (Reykjavik, 4 de gener de 1980) és compositora, cantant i música islandesa de música independent que ha estat activa en l'escena musical islandesa des de principis dels anys 2000. Era un membre del grup Múm durant cinc anys a partir de 2003 abans de iniciar la seva carrera en solitari. Fins ara ha publicat 4 àlbums. Ha col·laborat amb artistes i grups com Björk, Stórsveit Nix Noltes, Mugison, Slowblow i Skúli Sverrisson. Entre 1988 i 2002, Ólöf va estudiar violí i cant clàssic i els anys de 2002 a 2006 va estudiar composició i nous mitjans a l'Acadèmia Islandesa d'Art.
L'any 2007, la discogràfica 12 Tónar va publicar el seu àlbum debut Við Og Við. L'àlbum incloïa un seguit de temes en estil tradicional trobador. El seu segon àlbum, Innundir skinni, va ser publicat per One Little Indian Records el setembre de 2010. El seu tercer àlbum és Sudden Elevation i va ser publicat (també per One Little Indian Records) el febrer de 2013.
El seu cosí Ólafur Arnalds és un famós compositor neo-clàssic.

## Discografia

### Àlbums
- Við Og Við (2007)[5]
- Innundir skinni (2010)[6]
- Sudden Elevation (2013)[7]
- Palme (2014)[8]

### EPs
- Ölof Sings (setembre de 2011)
- The Matador Ep (octubre de 2013)

### Senzills
- 7" Maria Bethânia/Sveitin milli sanda (agost de 2009)
- 7" Innundir skinni/Close My Eyes (juny de 2010)
- 7" Crazy Car/Sukiyaki (setembre de 2010)
- 7" Surrender/Instans (març de 2011)